# مانويل برادو
مانويل برادو (بالإسبانية: Manuel Prado Ugarteche)‏ (و. 1889 – 1967 م) هو سياسي، ومهندس مدني، ومصرفي، ورياضياتي، وبروفيسور (أستاذ جامعي) من بيرو . ولد في ليما . تولى منصب رئيس بيرو (8 ديسمبر 1939–28 يوليو 1945)، ورئيس بيرو (28 يوليو 1956–18 يوليو 1962)، وعضو مجلس نواب بيرو (1919–1919) .
توفي في باريس .

## التعليم
تعلم في جامعة سان ماركوس الوطنية.وتحصل على شهائد جامعية دكتوراه.
| المناصب السياسية     | المناصب السياسية      | المناصب السياسية               |
| -------------------- | --------------------- | ------------------------------ |
| سبقه أوسكار بينافيدس | رئيس بيرو 1939 - 1945 | تبعه خوسيه بوستامانتي ص ريفيرو |
| سبقه                 | رئيس بيرو 1956 - 1962 | تبعه ريكاردو غودوي             |

## روابط خارجية
- مانويل برادو على موقع الموسوعة البريطانية (الإنجليزية)